# Spoorlijn Oslo - Gjøvik
De spoorlijn Oslo - Gjøvik ook wel Gjøvikbanen genoemd is een Noorse spoorlijn tussen de hoofdstad Oslo en de plaats Gjøvik gelegen in de provincie Innlandet.

## Geschiedenis
Het traject Oslo - Jaren werd door Norges Statsbaner (NSB) met een spoorwijdte van 1435 mm in 1900 geopend. Het traject Jaren - Gjøvik werd in 1902 geopend. Tijdens de bezettingsjaren 1940-1945, werd een uitbreiding van Gjøvikbanen naar Lillehammer gepland. Dit plan kwam uiteindelijk in de ijskast.
De treinen tussen Bergen en Oslo reden via Roa–Hønefosslinjen en dit traject. Na 1989 werden de personentreinen vanaf Hønefoss via Drammen naar Oslo gereden. Sinds 1989 rijden alleen goederentreinen tussen Bergen en Oslo via dit traject.
Het traject sloot aan op de volgende lijnen:
- Roa–Hønefosslinjen

## Treindiensten
De Norges Statsbaner verzorgt het personenvervoer op dit traject met NSB Regiontog / RB treinen.
De treindienst wordt onder meer uitgevoerd met treinstellen van het type BM 70 en het type BM 72.
- RB 300: (Skøyen -) Oslo S - Hakadal - Jaren - Gjøvik

## Aansluitingen
In de volgende plaatsen was of is er een aansluiting van de volgende spoorwegmaatschappijen:

#### Oslo Sentralstasjon
- Bergensbanen, spoorlijn tussen Bergen en Oslo S
- Drammenbanen, spoorlijn tussen Drammen en Oslo S
- Dovrebanen, spoorlijn tussen Trondheim en Oslo S
- Sørlandsbanen, spoorlijn tussen Stavanger en Olslo S
- Østfoldbanen, spoorlijn tussen Kornsjø en Oslo S
- Kongsvingerbanen, spoorlijn tussen Magnor en Oslo S
- Hovedbanen, spoorlijn tussen Eidsvoll en Oslo S
- Gardermobanen, spoorlijn tussen Nye Eidsvoll en Oslo S
- Follobanen, toekomstige spoorlijn tussen Ski en Oslo S

### Roa
- Roa–Hønefosslinjen, spoorlijn tussen Roa en Hønefoss

## Afbeeldingen

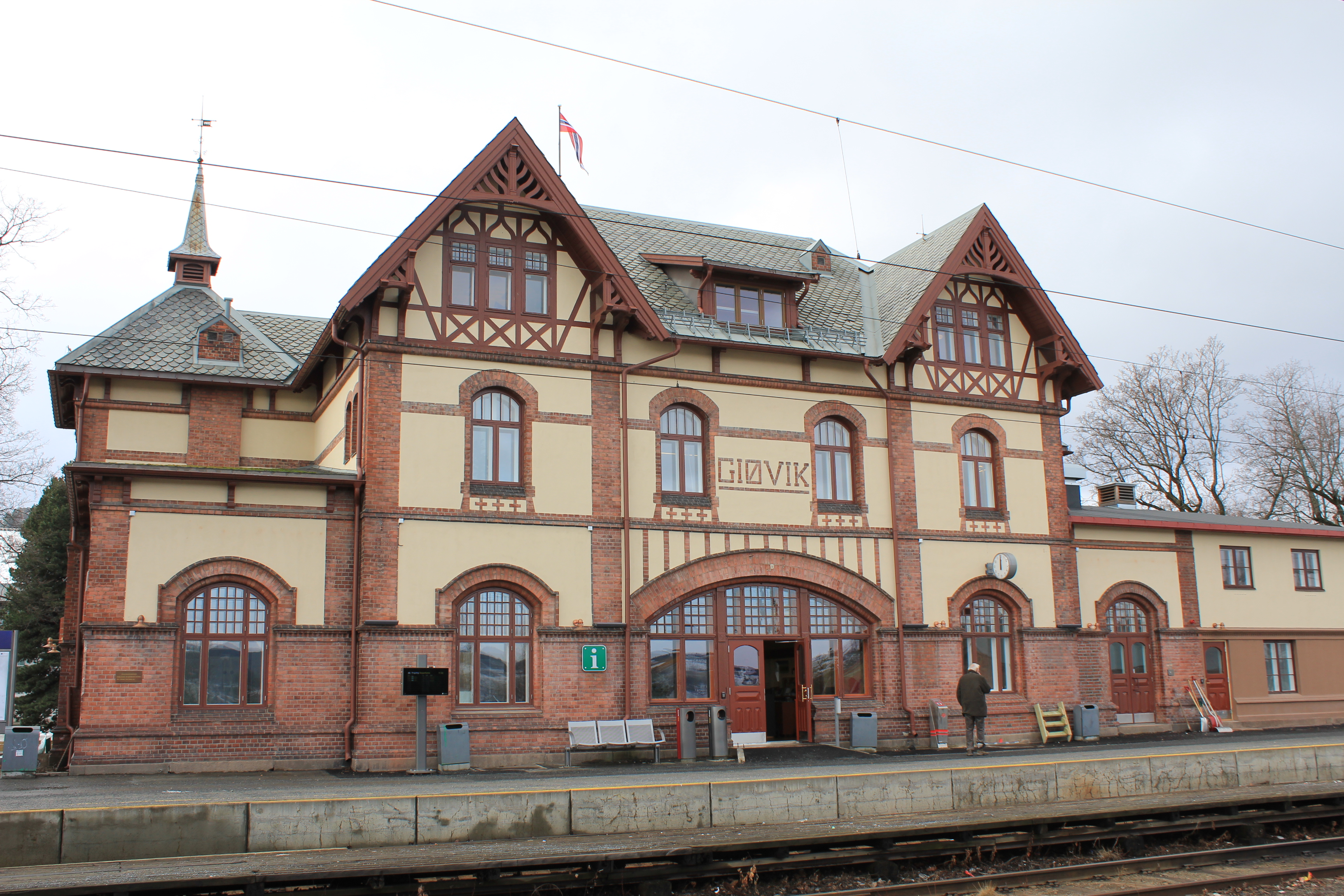
Station Gjøvik
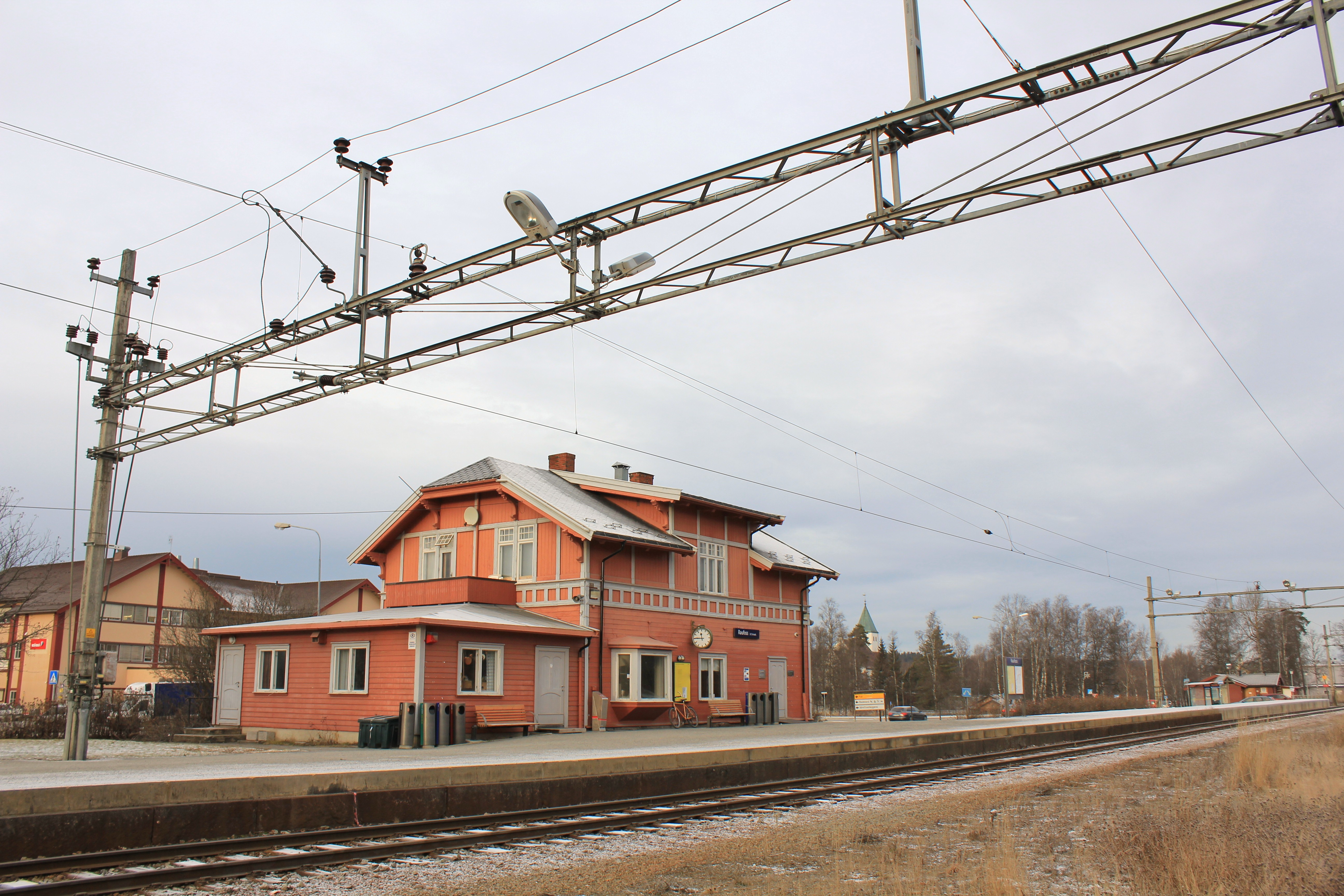
Station Raufoss
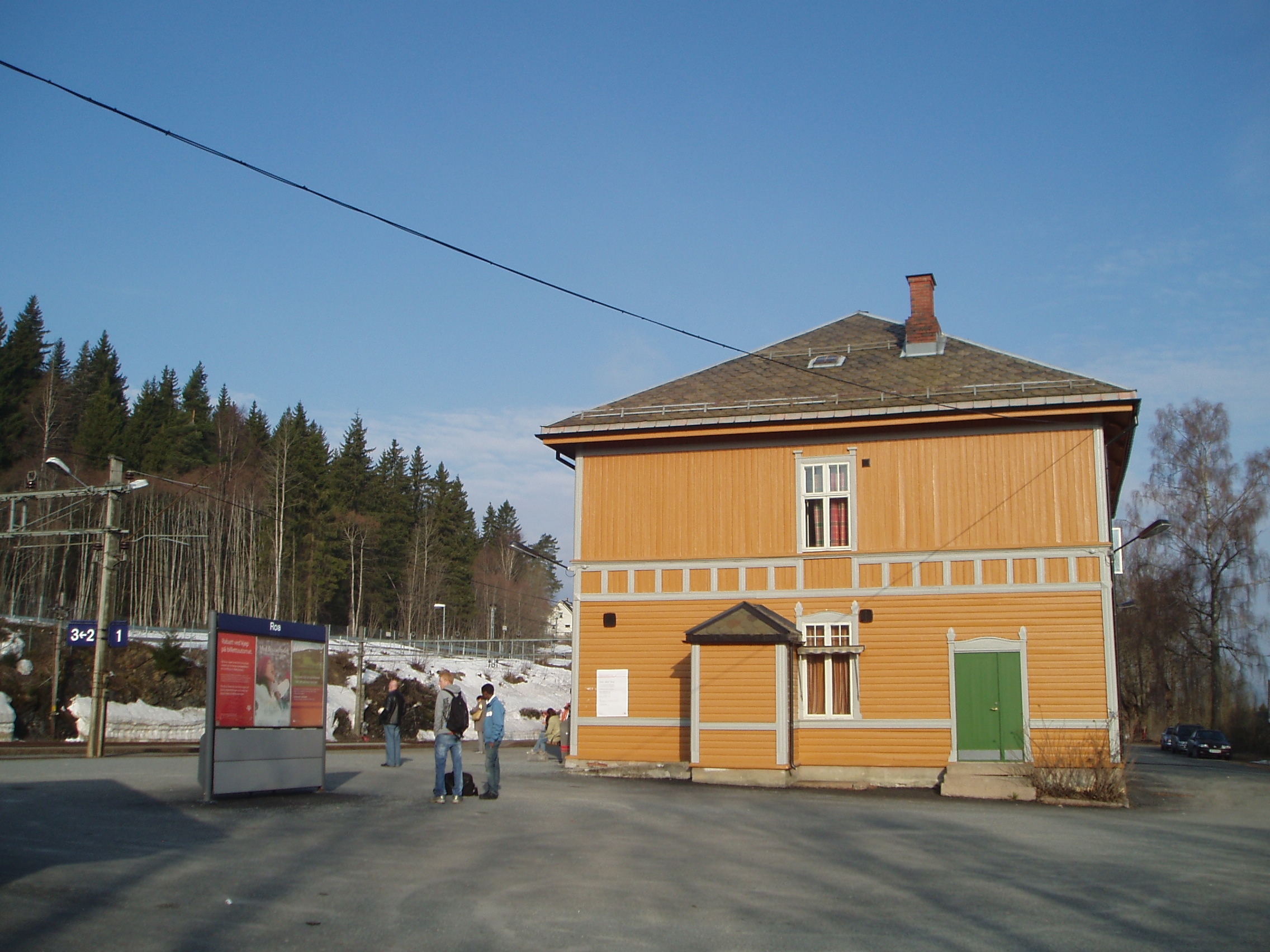
Station Roa
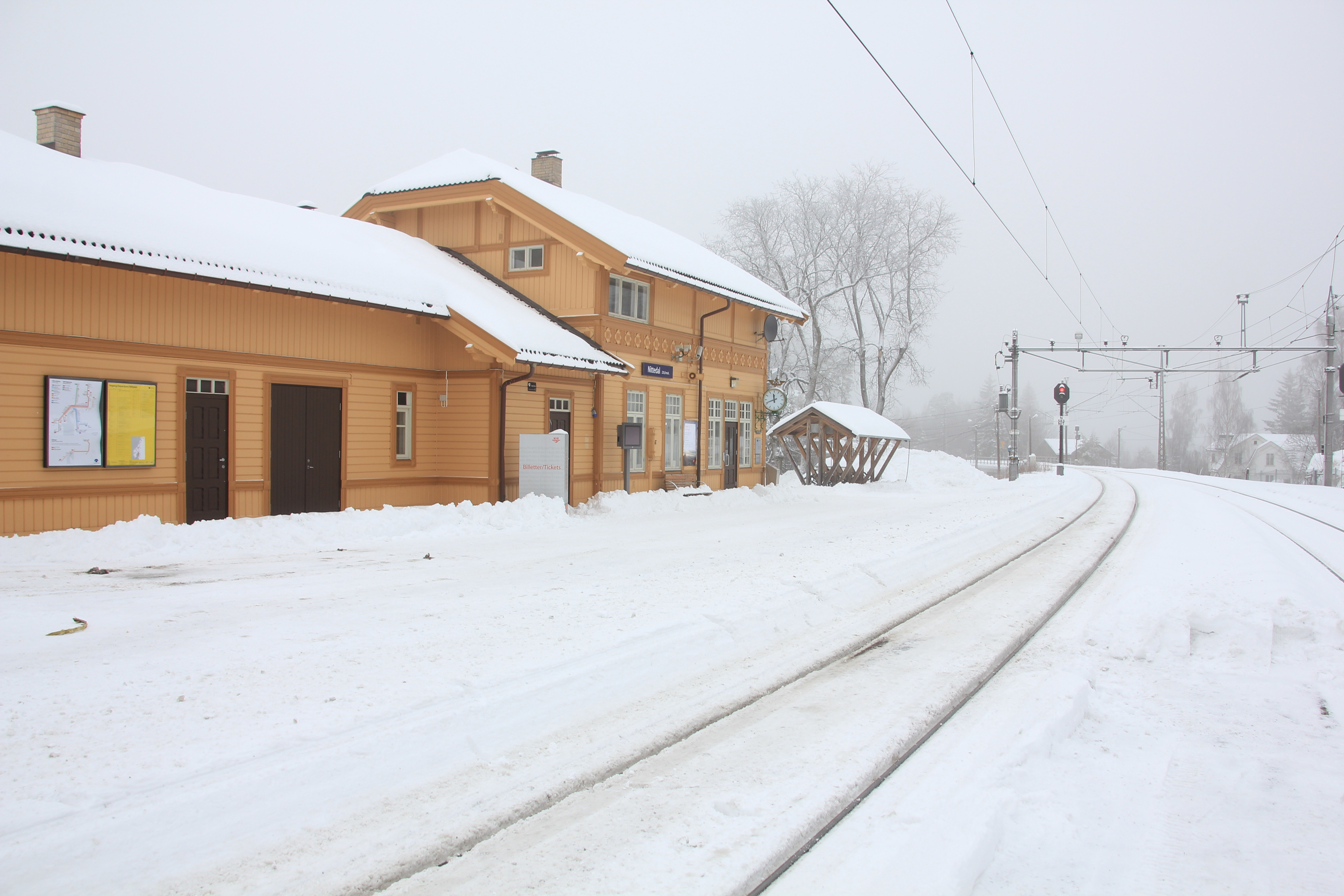
Station Nittedal
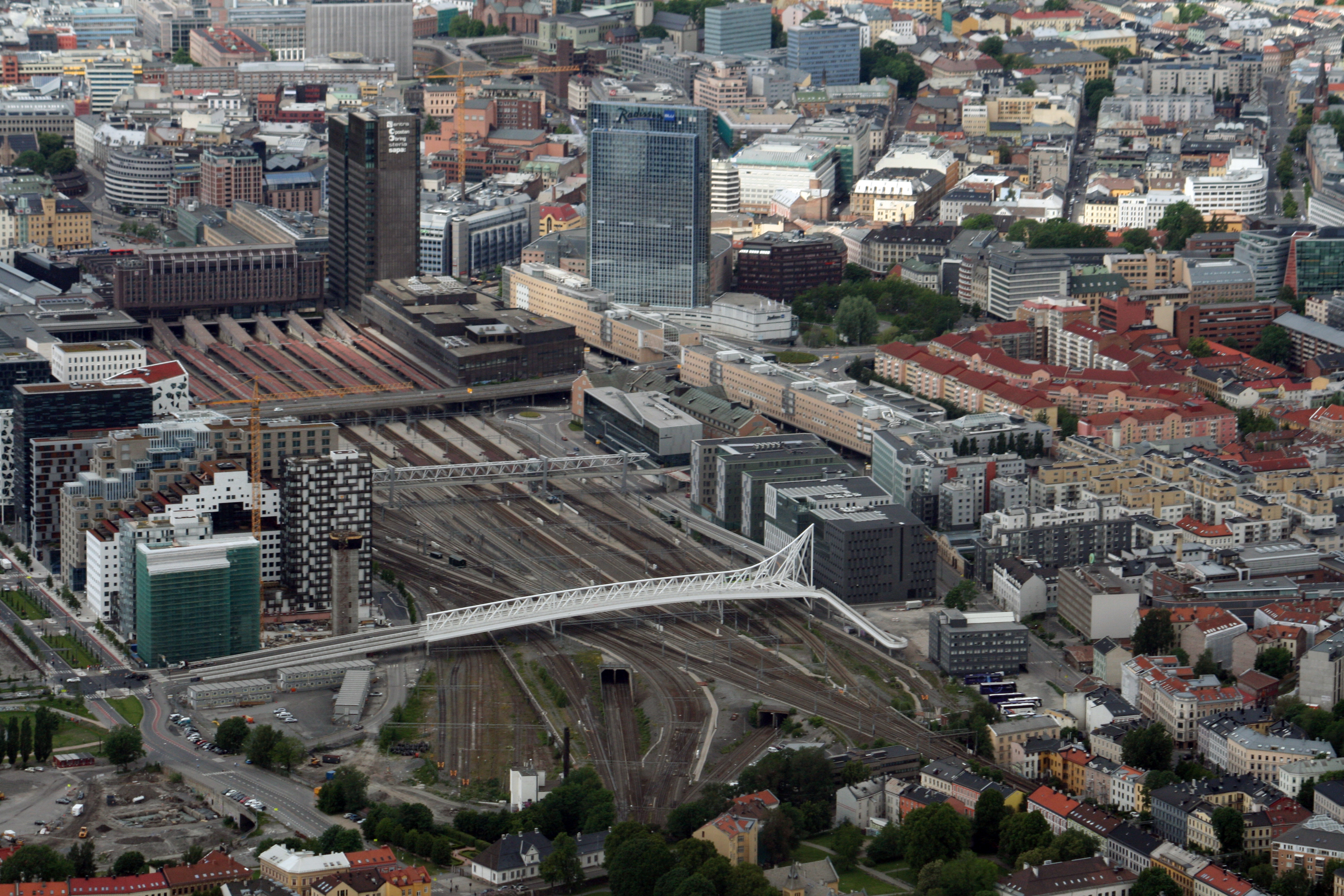
Oslo centraal station